# 4フィート6インチ軌間
4フィート6インチ軌間（以下、1,372 mm軌間）は、鉄道線路のレール間隔をあらわす軌間の一つ。主に19世紀初期のスコットランドのラナークシャー地方の鉄道で採用されたため、英語圏ではスコッチゲージ（英: Scotch gauge）とも呼ばれる。イングランドの初期のいくつかの鉄道で採用された4 ft 8 in（1,422 mm）軌間とは異なっていた。初期の鉄道会社は各社独自の軌間を選択したが、19世紀後半には、各鉄道会社で同一の軌間（いわゆる標準軌と呼ばれる）が確立されたことにより、各社間で車両の乗り入れが促された。1840年代初頭には、標準軌の鉄道がスコットランドで建設し始め、最終的にすべての1,372 mm軌間は標準軌に改軌された。1,372 mm軌間の鉄道は1846年にイギリスで法的に使用できなくなった。
スコットランドで用いられなくなった後、1882年（明治15年）開業の日本の東京馬車鉄道がこの軌間を採用し、その後継の東京市電車（現：都電）や後発の他社もこれに倣ったため、この軌間は特に東京圏で広く用いられることとなった。こうした経緯から、この軌間は日本で馬車軌間（ばしゃきかん）と呼ばれるほか、東京ゲージと呼ばれることもある。

## スコットランド

### 1,372 mm軌間で建設された鉄道

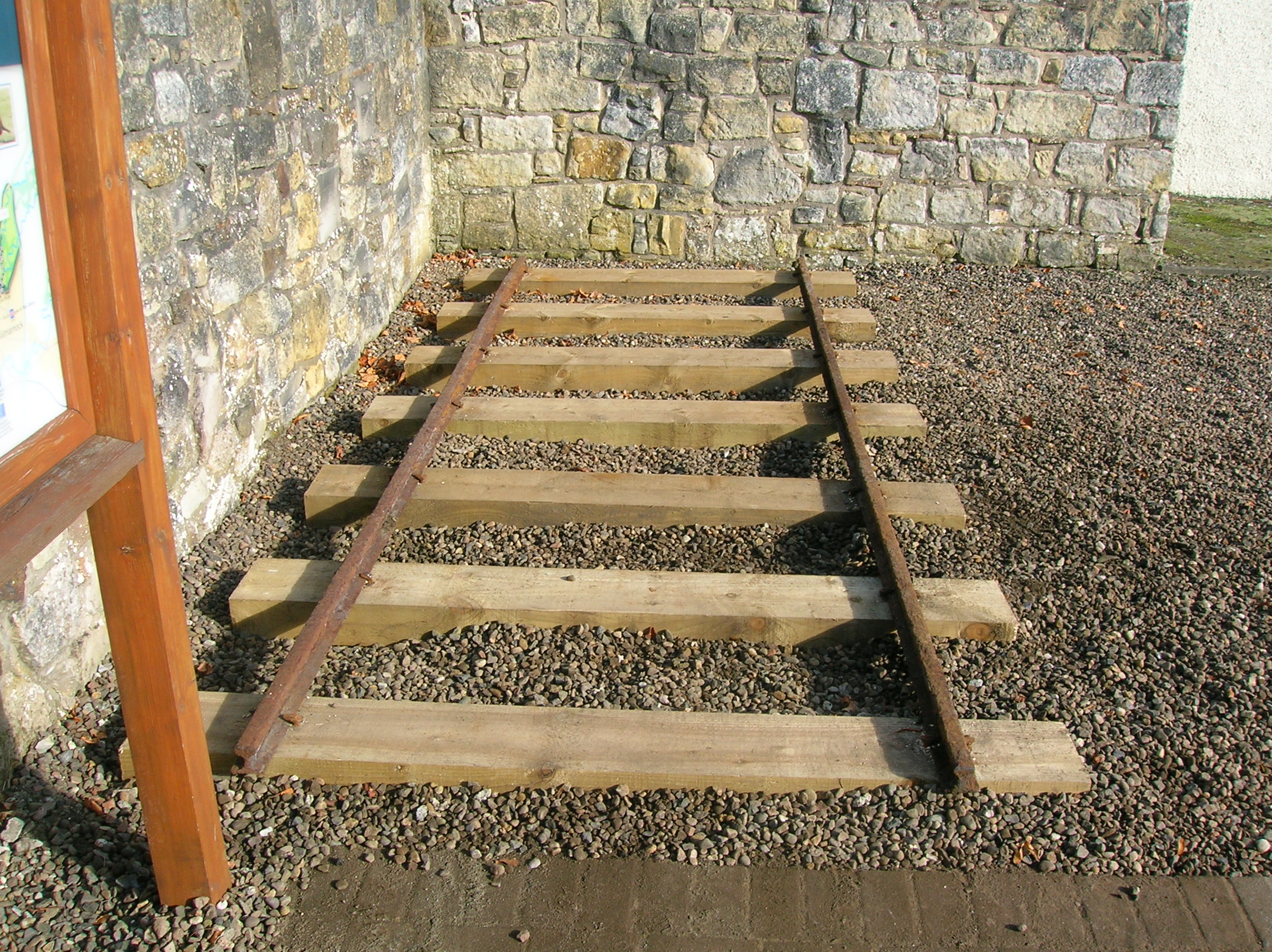
スコットランドノース・エアシャーにあるエグリントンカントリーパークにある1831年のスコッチゲージ路線の一部。

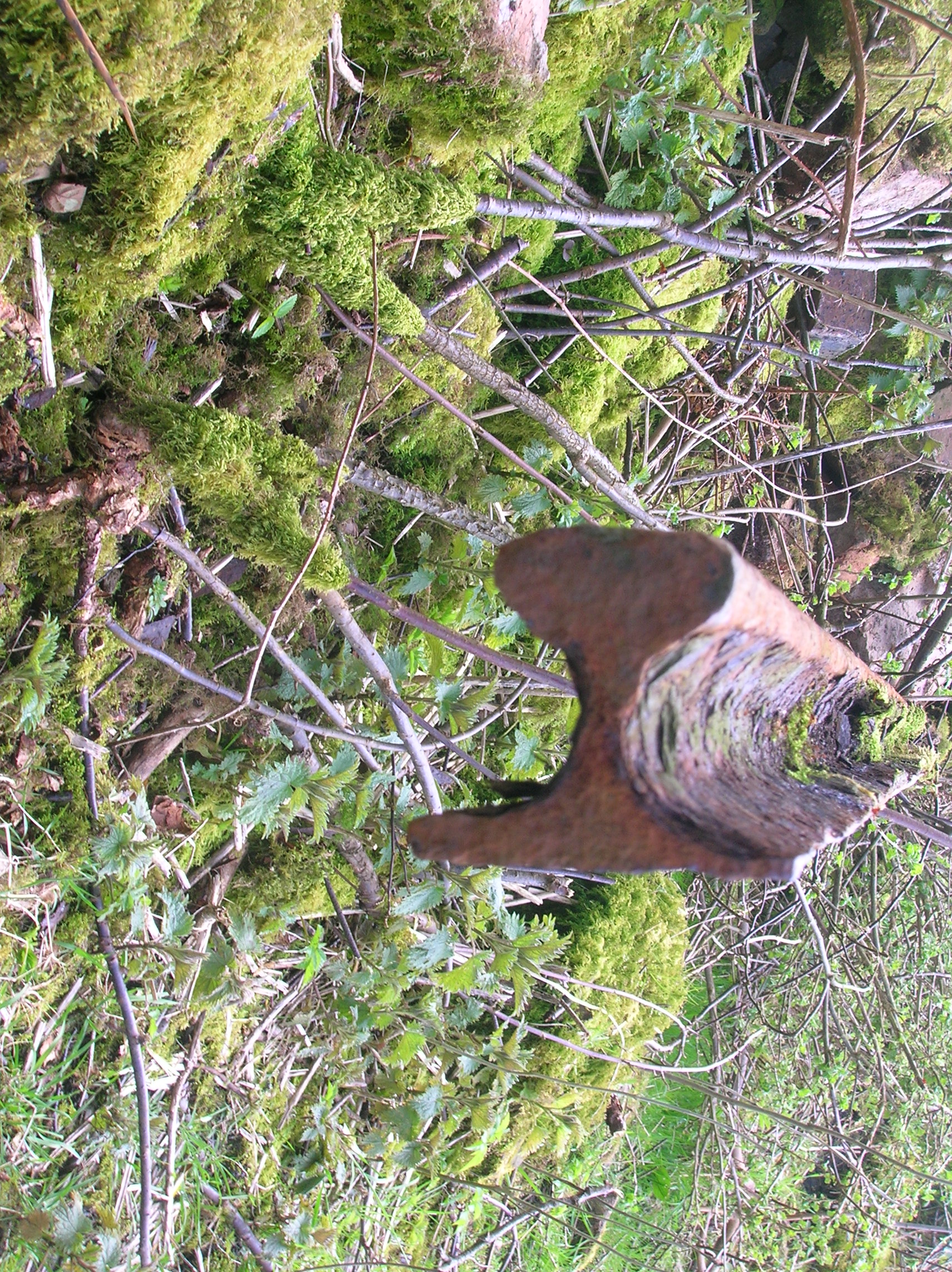
アードロサンアンドジョンストーン鉄道で使用されていた長さ15フィート（4.57 m）の平底レール

19世紀初めから中期にかけて、数社の旅客鉄道が1,372 mm軌間で建設された。
- アードロサン・アンド・ジョンストーン鉄道[3] - 路線長：16 km[4]。1806年7月20日に承認され、1810年11月6日に開業した[5]
- モンクランド・アンド・キルキンティロック鉄道[6]。路線長：10マイル（16 km）[4] - 1824年5月17日に承認され、1826年10月1日に開業した[5]。技師はエディンバラ出身のトーマス・グレインジャー（Thomas Grainger）であった[6]。
- バロチニー鉄道[3] - 路線長：10.5 km[4]。1826年5月19日に設立され、1828年8月8日に開業した[5]。
- エジンバラ・アンド・ダルケイス鉄道[3] - 1826年5月26日に認可され、一部は1831年7月4日に開業した[5]。
- ガーンカーク・アンド・グラスゴー鉄道[3] - 路線長：13.3 km[4]。1826年5月26日に設立され、1831年9月27日に正式開業した[5]。技師はグレインジャーとエディンバラ出身のジョン・ミラー（John Miller）であった[3][6]。
- ウィショウ・アンド・コルトネス鉄道[6] - 路線長：17.7 km[4]。1829年6月21日に設立され、1834年3月21日に一部開業した[5]。技師はグレインジャーとミラーであった[6]。
- スラマンナン鉄道[3] - 路線長：20.1 km[3][4]。1835年7月3日に設立され、1840年8月31日に開業した[5]。
- ペイズリー・アンド・レンフルー鉄道[3] - 路線長：4.8 km[4]。1835年7月21日に認可され、1837年4月3日に開業した[5]。技師はグレインジャーであった[6]。1866年に標準軌に改軌された。

ロバートスティーブンソン・アンド・カンパニーは、ガーンカーク・アンド・グラスゴー鉄道向けにスコッチゲージの機関車であるセントロロックス（英: St.Rollox）を製造した。これは後にペイズリー・アンド・レンフルー鉄道に売却された。
すべての路線は後に標準軌に改軌された。

### 1,372 mm軌間以外の鉄道

#### 1,384 mm軌間
上記の鉄道に加えて、1822年と1835年の間に承認された3つの鉄道があり、ダンディー地方にて建設された。その路線の軌間は、4 ft 6+1⁄2 in（1,384 mm）であった。
- ダンディー・アンド・ニュータイル鉄道[3][6] - 路線長：16.9 km[4]。
- ニュータイル・アンド・クーパーアンガス鉄道[3][6] - 路線長：10.5 km[4]。
- ニュータイル・アンド・グラミ鉄道[3][6] - 路線長：16 km[4]。

#### 1,676 mm軌間
グレインジャーとミラーは、同じエリアに1,676 mm（5 ft 6 in）軌間の鉄道を2路線建設した。トーマス・グレインジャーは、1,435 mm（4 ft 8+1⁄2 in）では狭すぎ、イザムバード・キングダム・ブルネルの2,140 mm（7 ft 1⁄4 in）では広すぎると考え、この軌間を選択したと言われている。
- ダンディー・アンド・アーブロース鉄道[3][6] - 路線長：23 km[4]。1836年5月19日に設立され、一部は1838年10月に開業した[5]。
- アーブロース・アンド・フォーファー鉄道[3][6] - 路線長：24 km[4]。1836年5月19日に設立され、1838年11月24日に部分開業した[5]。

### スコットランドにおける1,372 mm軌間の終焉
グラスゴー・ペイズリー・キルマーノック・アンド・エア鉄道とグラスゴー・ペイズリー・アンド・グリノック鉄道（1837年7月15日に議会の承認を得て、後にグラスゴー・サウスウェスタン鉄道とカレドニアン鉄道となる）は、開業時から標準軌で建設された。
ジョージ・スチーブンソンに由来し、スティーブンソンゲージとしても知られる1,435 mm（4 ft 8+1⁄2 in）軌間は、1846年軌間統一法の発効後、グレートブリテン島の標準軌となった。旧路線のいくつかの路線は存在しているが、使用されていない。

## 日本

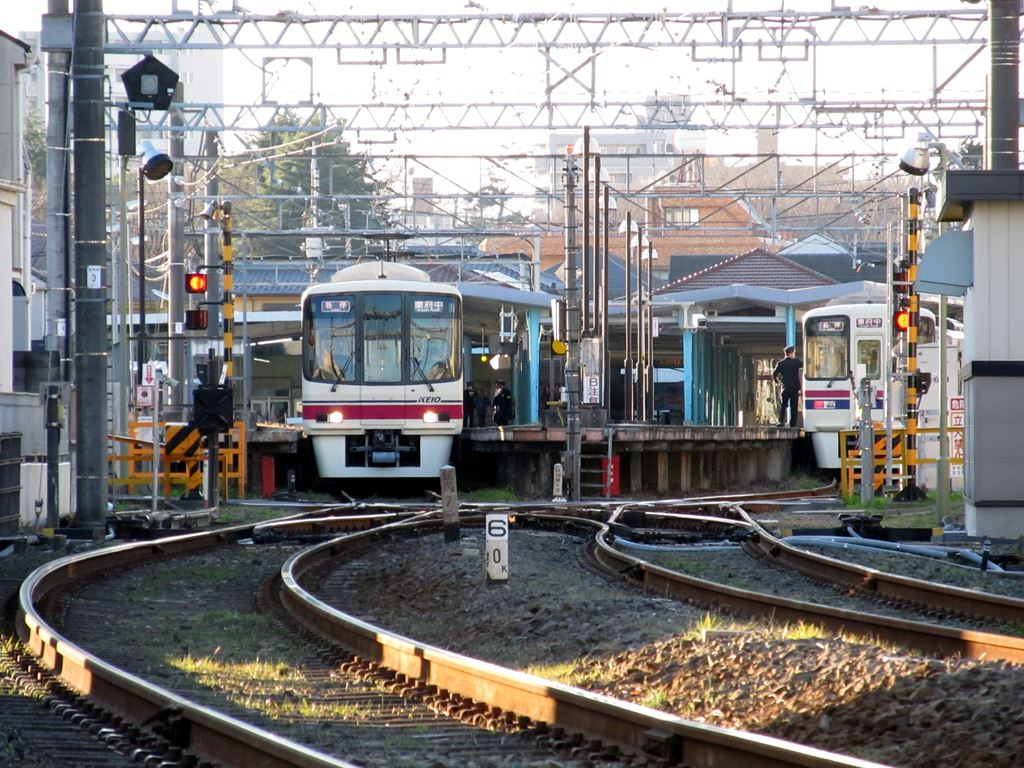
1,372 mm軌間を採用する京王線（府中競馬正門前駅）

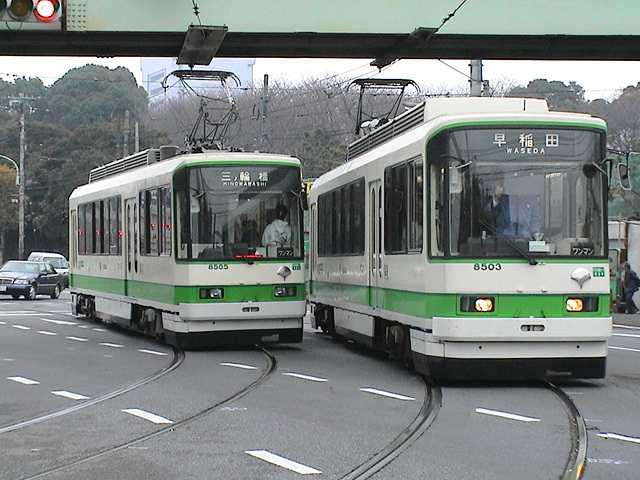
都電で唯一現存する荒川線

日本国内では、東京馬車鉄道が1882年（明治15年）の開業時から1,372 mm軌間を使用した。同鉄道がこの軌間を採用した経緯は不明である。ニューヨークの馬車鉄道がかつて1,372 mm軌間を採用していたのに倣ったとする説が存在したものの、実際にはニューヨークの馬車鉄道は当初から1,435 mmの標準軌を採用しており、1,372 mm軌間を採用していたことは一度もないため、その説は誤りだとする反論がある。
東京馬車鉄道が東京電車鉄道と改称して動力を電気に改めたが軌間はそのまま引き継ぎ、同じ東京市内で開業した東京市街鉄道と東京電気鉄道も1,372 mm軌間であった。3社は合併して東京鉄道と改称した後、東京市に買収されて東京市電気局の運営による東京市電（のちの東京都電）に引き継がれた。また、東京市電への乗り入れや中古車両の購入を視野に入れた同業他社も1,372 mm軌間を採用し、このうち王子電気軌道と城東電気軌道は後に東京市電へ組み込まれた。

東京の1,372 mm軌間の路線図

### 現存路線
鉄道及び軌道事業者によって運営する路線は、1993年（平成5年）の函館市電一部廃止以降、以下の区間のみ。
- 京王電鉄 - 井の頭線を除く全線。
- 東急電鉄 - 世田谷線のみ。
- 東京都交通局 - 都営地下鉄新宿線と都電荒川線（東京さくらトラム）。新宿線は京王線との直通運転をする際に軌間を京王線に合わせるため、馬車軌間を採用。
- 函館市企業局交通部（函館市電） - 東京馬車鉄道の技術指導で亀函馬車鉄道として開業。2代目200形と1000形は東京都からの譲渡車である。

都市高速鉄道としては京王電鉄、都営地下鉄新宿線のみ採用している。特に京王電鉄については、その創業期に東京市電への乗り入れを計画したことや、軌道法により敷設を始めたことなどから1,372 mm軌間を採用し、地方鉄道として開通させた旧玉南電気鉄道区間（府中駅 - 東八王子駅間）では京王電気軌道への合併後に1,067 mmから1,372 mmへの改軌も行ったが、最終的に東京市電乗り入れは実現しなかった。1945年（昭和20年）には京王線が軌道法から地方鉄道法による鉄道に変更されたが、以後も1,372 mm軌間を使用し続けた。後に都営新宿線を建設する際、都が相互乗り入れを予定している京王帝都電鉄（当時）に対して1,435 mmへの改軌を迫ったが、まだ通勤輸送が本格化しておらず営業運転を継続しながら改軌が行えた1950年代の京成に比べ、1970年代の京王線のダイヤと車両数では営業を続けながらの改軌工事が不可能であったことなどから、京王の言い分が関係各所に受け入れられ、都営新宿線の方が京王に合わせて1,372 mm軌間を採用したという経緯がある。これにより都営地下鉄が当時保有する3路線全てが、いずれも乗り入れ先の都合でそれぞれ異なる軌間となった。日本の改軌論争も参照のこと。

### かつて存在した路線
- 京浜急行電鉄 - 前身である京浜電気鉄道時代の一時期（1904年〈明治37年〉 - 1933年〈昭和8年〉）に、1,372 mm軌間へと改軌し、東京市電に乗り入れていた。
- 京成電鉄 - 都営地下鉄1号線（現浅草線）乗り入れ前の1959年（昭和34年）に、標準軌へ改修するまで採用していた。王子電気軌道（現在の都電荒川線）への乗り入れを構想していたためである。
- 新京成電鉄 - 京成の子会社。1947年（昭和22年）に1,067 mmで開業した後の1953年（昭和28年）に京成と合わせて1,372 mmに改軌し、さらに京成と同じく1959年（昭和34年）には標準軌に改軌している。開業時に1,067 mmを採用した経緯については、京成松戸線を参照。
- 東急玉川線（玉電） - 多摩川河川敷の砂利採取場から都心に砂利を輸送する目的も担っており、渋谷から東横百貨店（後の東急百貨店東館）の1階を抜けて東京市電に乗り入れるためこの軌間とされた。1969年（昭和44年）に前述の世田谷線を除いて廃止。このほか、支線の一つだった溝ノ口線は1943年（昭和18年）に1,067 mmへ改軌の上、当時の大井町線（現：田園都市線）に編入された。
- 横浜市交通局（横浜市電） - 1972年（昭和47年）廃止。
- 西武鉄道（旧）大宮線 - 東京市電の払い下げ車を使用していた。並行して省線川越線が開通したため、1941年（昭和16年）に廃止。

以上のように、1,372 mm軌間は東京周辺では広く採用されたのに対し、西日本での採用例は全くない。また、日本国内のみならず世界的に見ても東京以外での使用例がきわめて少ないことから、これを東京ゲージと呼ぶ専門家もいる。